# 오페라단 목록
| 오페라단                               | 오페라 극장                                | 도시             | 국가           |
| -------------------------------------- | ------------------------------------------ | ---------------- | -------------- |
| 로열 오페라                            | 로열 오페라 하우스, 코벤트 가든            | 런던             | 영국           |
| 웰쉬 국립 오페라                       | 웨일즈 밀레니엄 센터                       | 카디프           | 영국           |
| 잉글리쉬 국립 오페라                   | 런던 콜리세움                              | 런던             | 영국           |
| 파리 국립 오페라                       | 가르니에 궁와 바스티유 오페라              | 파리             | 프랑스         |
| 샤트레 극장                            |                                            | 파리             | 프랑스         |
| 오페라 코미크                          | Salle Favart                               | 파리             | 프랑스         |
| 마르세유 오페라                        | 마르세유 오페라                            | 마르세유         | 프랑스         |
| 리옹 국립 오페라                       | Nouvel 오페라                              | 리옹             | 프랑스         |
| 라 스칼라                              | 라 스칼라 극장                             | 밀라노           | 이탈리아       |
| 로마 오페라 극장                       |                                            | 로마             | 이탈리아       |
| 라 페니체 극장                         |                                            | 베네치아         | 이탈리아       |
| 산 카를로 극장                         |                                            | 나폴리           | 이탈리아       |
| 마시모 극장                            |                                            | 팔레르모         | 이탈리아       |
| 토리노 지역극장                        |                                            | 토리노           | 이탈리아       |
| 볼로냐 공립극장                        |                                            | 볼로냐           | 이탈리아       |
| Staatsoper Unter den Linden            |                                            | 베를린           | 독일           |
| 베를린 독일 오페라                     |                                            | 베를린           | 독일           |
| Komische Oper                          |                                            | 베를린           | 독일           |
| 바이에른 주립 오페라                   | 뮌헨 국립 극장                             | 뮌헨             | 독일           |
| Staatstheater am Gärtnerplatz          |                                            | 뮌헨             | 독일           |
| Deutsche Oper am Rhein                 | 뒤셀도르프 오페라 하우스와 뒤스부르크 극장 | 뒤셀도르프       | 독일           |
| 함부르크 주립 오페라                   |                                            | 함부르크         | 독일           |
| Oper Frankfurt                         |                                            | 프랑크푸르트     | 독일           |
| Oper Leipzig                           |                                            | 라이프치히       | 독일           |
| Sächsische Staatsoper Dresden          | Semper Oper                                | 드레스덴         | 독일           |
| 하노버 주립극장                        |                                            | 하노버           | 독일           |
| 슈투트가르트 주립 오페라               | 슈투트가르트 주립 오페라                   | 슈투트가르트     | 독일           |
| 만하임 국립극장                        |                                            | 만하임           | 독일           |
| 빈 주립 오페라                         |                                            | 빈               | 오스트리아     |
| Volksoper Wien                         |                                            | 빈               | 오스트리아     |
| 제네바 대극장                          |                                            | 제네바           | 스위스         |
| 취리히 오페라                          | 취리히 오페라 하우스                       | 취리히           | 스위스         |
| 그리스 국립 오페라                     | 올림피아 극장 (마리아 칼라스 중심 무대)    | 아테네           | 그리스         |
| 헝가리 주립 오페라                     |                                            | 부다페스트       | 헝가리         |
| 레알 극장                              |                                            | 마드리드         | 에스파냐       |
| 리체우                                 | 리체우 대극장                              | 바르셀로나       | 에스파냐       |
| Teatro Nacional de São Carlos          |                                            | 리스본           | 포르투갈       |
| 콜론 극장                              | 콜론 극장                                  | 부에노스아이레스 | 아르헨티나     |
| 네덜란드 오페라                        | 음악극장                                   | 암스테르담       | 네덜란드       |
| 몬테카를로 오페라                      | Salle Garnier                              | 몬테카를로       | 모나코         |
| 라 모네                                | 라 모네 왕립극장                           | 브뤼셀           | 벨기에         |
| 소피아 국립 오페라와 발레              |                                            | 소피아           | 불가리아       |
| 프라하 국립극장                        |                                            | 프라하           | 체코           |
| 폴란드 국립 오페라                     | Teatr Wielki                               | 바르샤바         | 폴란드         |
| 왕립 덴마크 극장                       | 코펜하겐 오페라 하우스                     | 코펜하겐         | 덴마크         |
| 왕립 스웨덴 오페라                     | 오페라 하우스                              | 스톡홀름         | 스웨덴         |
| 핀란드 국립 오페라                     |                                            | 헬싱키           | 핀란드         |
| 볼쇼이 극장                            |                                            | 모스크바         | 러시아         |
| 마린스키 오페라 (이전의 키에프 오페라) | 마린스키 극장                              | 상트페테르부르크 | 러시아         |
| 캐나다 오페라단                        | 포시즌 센터                                | 토론토           | 캐나다         |
| 메트로폴리탄 오페라                    | 메트로폴리탄 오페라 하우스 (링컨 센터)     | 뉴욕             | 미국           |
| 뉴욕 시티 오페라                       | 뉴욕 주립 극장 (링컨 센터)안에 위치        | 뉴욕             | 미국           |
| 휴스턴 그랜드 오페라                   | 워담 극장 센터                             | 휴스턴           | 미국           |
| 로스앤젤레스 오페라                    | 도로시 챈들러 별관                         | 로스앤젤레스     | 미국           |
| 시카고 리릭 오페라                     | 시빅 오페라 하우스                         | 시카고           | 미국           |
| 샌프란시스코 오페라                    | 전쟁 기념 오페라 하우스                    | 샌프란시스코     | 미국           |
| 시애틀 오페라                          | 맥커우 회관                                | 시애틀           | 미국           |
| 워싱턴 국립 오페라                     | 케네디 공연예술 센터                       | 워싱턴 D.C.      | 미국           |
| 도쿄 신국립극장                        |                                            | 도쿄             | 일본           |
| 호주 오페라                            | 시드니 오페라 하우스                       | 시드니           | 오스트레일리아 |

## 선별 기준
선별된 오페라단은 다음과 같은 기준에 따라 작성되었다.:
- 현재 오페라단의 예술적 명성
- 앙상블 구성원 수
- 예산 규모
- 매년의 공연 횟수와 좌석 판매수
- 오페라단의 역사적 중요성과 유명 작곡가, 성악가, 지휘자와의 협연

## 참고 문헌
- Allison, John (ed.), Great Opera Houses of the World, Opera 잡지, 런던 2003
- Beauvert, Thierry, Opera Houses of the World, The Vendome Press, New York, 1995. ISBN 0-86565-978-8
- Lynn, Karyl Charna, Italian Opera Houses and Festivals, Lanham, Maryland: The Scarecrow Press, Inc., 2005. ISBN 0-8108-5359-0
- Plantamura, Carol, The Opera Lover's Guide to Europe, Secaucus, NJ: Citidal Press, 1996. ISBN 0-8065-1842-1
- Zietz, Karyl Lynn, 오페라: the Guide to Western Europe's Great Houses, Santa Fe, New Mexico: John Muir Publications, 1991. ISBN 0-945465-81-5